# Mapleton-Nationalpark
Der Mapleton-Nationalpark (englisch Mapleton National Park) ist ein 65 Quadratkilometer großer Nationalpark in Queensland, Australien.

## Lage
Er liegt in der Region Wide Bay-Burnett im Hinterland der Sunshine Coast etwa 98 Kilometer nördlich von Brisbane und 140 Kilometer südlich von Hervey Bay. Von Nambour am Bruce Highway folgt man der Nambour Mapleton Road Richtung Mapleton. Von hier gelangt man auf der Mapleton Forest Road in den Park. Alle Straßen im Park sind unbefestigt und für die meisten ist ein Fahrzeug mit Allradantrieb und trockene Bedingungen empfohlen, mit Ausnahme der Delicia Road, die von allen Fahrzeugen auch unter feuchten Bedingungen befahren werden kann.

## Einrichtungen
Im Park gibt es einen Campingplatz am Gheerula Creek und mehrere Picknickplätze, von denen aus kurze Wanderwege ausgewiesen sind. Daneben ist das Mountainbiken und Reiten im Nationalpark erlaubt, Klettern kann man am Point Glorious.

## Flora und Fauna
Der Mapleton-Nationalpark liegt in der bis 450 Meter hohen Hügelkette der Blackall Range. Auf den nährstoffreichen Basaltböden, entstanden aus vulkanischer Aktivität vor 30 Millionen Jahren, wächst subtropischer Regenwald. Im Gegensatz dazu gedeihen lichte, hohe Wälder auf den nährstoffärmeren Rhyolithböden die vor 235 Millionen Jahre entstanden sind. Zusammen mit den benachbarten Mapleton-Falls- und Kondalilla-Nationalpark sind hier kleinere Überbleibsel der ursprünglichen Waldgemeinschaften erhalten geblieben. Sie sind heute ein wichtiges Rückzugsgebiet für viele Pflanzen und Tiere.
Über 107 verschiedene Spezies von Vögeln wurden im Park gesichtet, darunter der Australische Wanderfalke (Falco peregrinus macropus) und die Langschwanz-Fruchttaube. 70 verschiedene Arten von Reptilien und 32 Froschspezies sind in den Nationalparks der Blackall-Range gezählt worden, darunter der vom Aussterben bedrohteMount Glorious Day Frog (Taudactylus diurnus), der Südliche Magenbrüterfrosch (Rheobatrachus silus) und der gefährdete Giant Barred Frog (Mixophyes iteratus).